# São Francisco do Sul
São Francisco do Sul è un comune del Brasile nello Stato di Santa Catarina, parte della mesoregione del Norte Catarinense e della microregione di Joinville.
È la città natale del calciatore Paulo Roberto Moccelin.